# Saint-Aubin, Nord
Saint-Aubin är en kommun i departementet Nord i regionen Hauts-de-France i norra Frankrike. Kommunen ligger i kantonen Avesnes-sur-Helpe-Nord som tillhör arrondissementet Avesnes-sur-Helpe. År 2022 hade Saint-Aubin 338 invånare.

## Befolkningsutveckling
Antalet invånare i kommunen Saint-Aubin
| Referens: INSEE |